# Marija Murnik Horak
Marija Horak (por. Murnik), slovenska narodna buditeljica, organizatorka dobrodelnih, prosvetnih in ženskih društev, * 20. oktober 1845, Ljubljana, † 20. marec 1894, Ljubljana.

## Življenje in delo
Marija Murnik Horak se je rodila 20. oktobra 1845 v družini rokavičarja Janeza Nepomuka Horaka (1813–1893) na Židovski stezi v Ljubljani. Bila je tretja od petih otrok. Družina je bila v gospodarsko in narodno napredna. Marija Horak je osnovno šolo obiskovala pri uršulinkah. Leta 1856 je končala četrti razred. Pozneje je sodelovala v društvenem življenju, sprva kot recitatorka in igralka v čitalnicah Ljubljane in Trsta, potem tudi v Dramatičnem društvu. Junija 1870 se je poročila s pravnikom Ivanom Murnikom. V tem času je sodelovala z deklamatorično in dramatično šolo in organizirala tečaje. Dejavna je bila v vseh slovenskih društvih v tistem času: pomagala je Sokolu, bila je odbornica Dijaške in ljudske kuhinje, pomagala je posameznikom in tudi Katoliškemu društvu za Kranjsko, Klubu slovenskih biciklistov, Literarno-zabavnemu klubu, Podpornemu društvu za slovenske visokošolce na Dunaju. Leta 1870 je začela razpravo o širši vlogi žensk v družbi in s tem žensko gibanje na Slovenskem.
Pod njenim vodstvom so zavedne in socialno občutljive Slovenke leta 1892 ustanovile žensko podružnico Družbe sv. Cirila in Metoda, ki je štela 100 članic. Marija Murnik Horak je v svojem aktivnem življenju, ki ji ni dalo svojih otrok, skrbela za dijake, sirote, delovala v raznih narodnobudnih in literarnih krožkih, organizirala socialno pomoč za revne in štipendije za slovenske visokošolce.